# 이세찬
이세찬(1993년 6월 24일 ~)은 대한민국의 가수다. 2016년 1집 앨범 [그때까지 너는]으로 데뷔했다.

## 방송
- 불타는 트롯맨 (2022) - Top100

## 음반
- 그때까지 너는 (2016)